# CD22
Le CD22 ou Siglec-2, est une protéine de type cluster de différenciation. Son gène est le CD22 situé sur le chromosome 19 humain. Il est situé essentiellement à la surface des lymphocytes B. CD22 est une lectine, protéine qui se lie spécifiquement et de façon réversible à certains glucides. Parmi les lectines, CD22 fait partie des Siglecs, protéines de type immunoglobuline qui peuvent se lier à l'acide sialique.

## En médecine
Il est exprimé à la surface des cellules des leucémies aiguës lymphoblastiques constituant ainsi une cible thérapeutique potentielle. Il est, en particulier, retrouvé sur plus de 90 % des blastes.
L'inotuzumab est un anticorps monoclonal du CD22. Il peut être lié avec un antimitotique, l'ozogamicine. Le complexe, fixé sur le CD22, entre dans la cellule permettant alors au médicament d'agir. Les résultats dans les formes réfractaires ou récidivantes de ce type de leucémie permet de parvenir à des rémissions plus prolongées.